# Diasporus citrinobapheus
Diasporus citrinobapheus es una especie de anfibio anuro de la familia Eleutherodactylidae. Esta especie es endémica del oeste de Panamá. Mide entre 17,3 a 19,7 mm para los machos y 21,8 mm para las hembras que se conocen. La cual tiene la particularidad de segregar un líquido amarillento.